# 宇治市立槇島中学校
宇治市立槇島中学校（うじしりつ まきしまちゅうがっこう）は、京都府宇治市槇島町にある公立中学校。略称「槇中」。

## 概要
1982年に宇治市立北宇治中学校から分離・開校し、2023年時点では黄檗中学校・広野中学校に次いで、市立中学校で3番目に新しい中学校である。学校は伏見区に隣接し、宇治市北部を校区としている。

## 沿革
- 1982年 - 宇治市立北宇治中学校から分離し、開校
- 1991年 - 柔剣道場竣工
- 1997年 - 大規模改造工事竣工

## 部活動
出典：
- 野球
- サッカー
- 男子テニス
- 女子テニス
- 男子バスケ
- 女子バスケ
- バドミントン
- 男子バレー
- 女子バレー
- 卓球
- 吹奏楽
- 芸術
- 数学

## 通学区域
- 宇治市立槇島小学校（一部区域）
- 宇治市立北槇島小学校（全域）

## 周辺施設
- 京都文教大学
- 宇治市立北槇島小学校
- スーパーマーケットKINSHO
- 公益社宇治ブライトホール
- 京一向島店

## 交通
- 近鉄京都線 向島駅下車

## 出身者
- 早狩実紀 - 陸上女子中・長距離選手

## 通学区域が隣接している学校
- 宇治市立北宇治中学校
- 宇治市立東宇治中学校
- 京都市立向島東中学校
- 京都市立向島秀蓮小中学校